# Хеб
Хеб (чеш. Cheb [ˈxɛp]), бывш. Э́гер нем. Eger) — город в Чехии, на реке Огрже. Находится на западной границе Чехии с Германией, численность населения — 32 тысячи человек. Административный центр района Хеб.

## История
Строительство первого каменного града на месте славянского поселения связано с немецкой колонизационной политикой раннего Средневековья.
В XI веке бывшее славянское городище стало частью Священной Римской империи в составе владений Штауфенов. Город имел статус имперского города.
В 1157 году Хеб перешёл по наследству к немецкому императору (кайзеру) Фридриху Барбароссе, который перестроил старый град в императорский пфальц.
Во времена правления короля Иоанна город, как наследственный залог, был окончательно присоединен к землям короны чешской, имея преимущество самостоятельной земли с собственным сеймом. Услугами Хеба в своих политических целях пользовался и чешский король Йиржи из Подебрад.
В XVI веке жители Хеба начинают принимать протестантство. 25 февраля 1634 года в здании нынешнего Хебского музея был убит генералиссимус императорских войск Альбрехт фон Валленштейн.

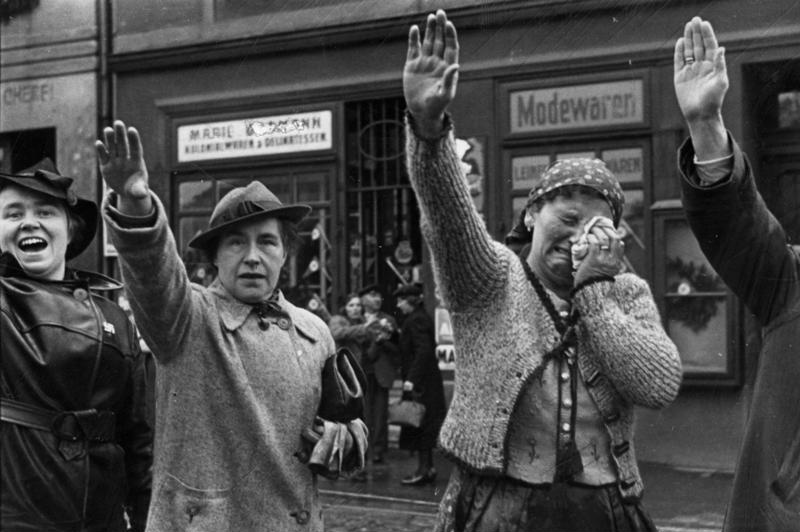
Население города приветствует немецкие войска. Октябрь 1938

Во второй половине XVII—XVIII веках город перестраивается в стиле барокко. В перестройках участвовали архитекторы К. Динценгофер, А. Лёйтер, П. Байер, Б. Аллипранди, А. Пфейфер.
После окончания Первой мировой войны город и его округа отошли к созданному на территории бывшей империи Габсбургов (Австро-Венгрия) Чехословацкому государству. Это повлекло за собой ухудшение взаимоотношений между немцами и другими жителями. Английский премьер Ллойд-Джордж прозорливо указывал на то, что попадание значительной части немецкого населения под юрисдикцию вновь образованных государств неизбежно приведёт к новой мировой войне. Предвестником этого стал Судетский кризис, разрешившийся бескровным вводом немецких войск в Чехословакию.

## Природные условия

### Геология, рельеф и почва
Хеб расположен на западе Чехии недалеко от границы с Германией. Соседними городами являются Франтишковы-Лазне и Аш на северо-востоке Соколов и Карловы Вары, а на юго-востоке Марианске-Лазни и Тахов. Город проходит меридиан со значением 12 ° 22 в. д. и параллель 50 ° 04 с. ш. Средняя высота составляет около 472 метров.

### Погода
| Хеб-климат              | Хеб-климат | Хеб-климат | Хеб-климат | Хеб-климат | Хеб-климат | Хеб-климат | Хеб-климат | Хеб-климат | Хеб-климат | Хеб-климат | Хеб-климат | Хеб-климат |
| Месяц                   | Январь     | Февраль    | Март       | Апрель     | Май        | Июнь       | Июль       | Август     | Сентябрь   | Октябрь    | Ноябрь     | Декабрь    |
| ----------------------- | ---------- | ---------- | ---------- | ---------- | ---------- | ---------- | ---------- | ---------- | ---------- | ---------- | ---------- | ---------- |
| Средний максимум [°C]   | 0          | 2,3        | 7          | 12,2       | 17,4       | 20,6       | 22,4       | 22,2       | 18,5       | 12,8       | 5,2        | 1,3        |
| Средний минимум [°C]    | -5         | -4,1       | -1,2       | 2,1        | 6,3        | 9,6        | 11         | 10,6       | 8          | 4,1        | 0          | -3,3       |
| Количество осадков [mm] | 36,1       | 29,5       | 36,3       | 38,3       | 56         | 66,9       | 59,2       | 66,5       | 48,4       | 37,5       | 41,1       | 43,9       |

## Население
| Год  | Численность | Численность |
| ---- | ----------- | ----------- |
| 1869 | 17 826      | [ 8 ]       |
| 1880 | 21 575      | [ 8 ]       |
| 1890 | 22 875      | [ 8 ]       |
| 1900 | 28 084      | [ 8 ]       |
| 1910 | 31 761      | [ 8 ]       |
| 1921 | 32 735      | [ 8 ]       |
| 1930 | 37 599      | [ 8 ]       |
| 1950 | 20 178      | [ 8 ]       |
| 1961 | 20 535      | [ 3 ]       |
| 1970 | 25 332      | [ 3 ]       |
| 1980 | 30 886      | [ 8 ]       |
| 1991 | 31 847      | [ 8 ]       |
| 2001 | 32 893      | [ 8 ]       |
| 2014 | 32 617      | [ 9 ]       |
| 2016 | 32 355      | [ 10 ]      |
| 2017 | 32 394      | [ 11 ]      |
| 2018 | 32 171      | [ 12 ]      |
| 2019 | 31 988      | [ 13 ]      |
| 2020 | 31 977      | [ 14 ]      |
| 2021 | 31 920      | [ 15 ]      |
| 2022 | 30 420      | [ 16 ]      |
| 2023 | 31 954      | [ 17 ]      |
| 2024 | 32 825      | [ 5 ]       |

В 1930 году к чешской национальности относилось 11 % населения. В 1945 году в Хебе было более 45 000 жителей, но в нём было большое количество военных беженцев. В 1947 году в Хебе было всего 14 533 жителей, большинство из которых были послевоенными иммигрантами. В 2012 году Хеб насчитывал 33 067 жителей, в 2016 году - 32 355 жителей.

### Структура населения
По данным переписи 1921 года, в 1300 домах проживало 27 524 жителей, из которых 13 881 были женщинами. 1 305 жителей сообщили чехословацкой национальности, 23 125 к немецкой и 34 к еврейской. Здесь жили 24 843 римских католика, 1 702 евангелиста, 10 членов Церкви чехословацкой гуситской и 505 евреев. По данным переписи 1930 года, в 1 640 домах проживало 31 398 жителей. 3 493 жителей сообщили чехословацкой национальности и 24 979 к немецкой. Здесь жили 27 368 римских католиков, 1 901 евангеликов, 456 членов Церкви чехословацкой гуситской и 491 евреев.
К концу Второй мировой войны основная часть населения была немецкой и Хеб был важной частью Судета. После окончания войны немецкие жители были выселены.

## Известные уроженцы, жители
- Марцел Грюн (1946—2020)— чехословацкий и чешский астроном, популяризатор астрономии и космонавтики. Почётный гражданин Праги (2018).

## Общество

### Образование
- Детские сады
- Начальные школы
- Интегрированная средняя школа
- Средняя школа здравоохранения и высшая профессиональная школа
- Гимназия
- Факультет экономики (Западно-Чешский университет г. Пльзень)

### Культура
- Музей
- Кино Мир
- Западно-чешский театр
- Культурный центр Svoboda
- Дом детей и молодежи SOVA

### Фестивали
С 1970 года в Хебе каждые 2 года проходит традиционный молодёжный фестиваль духовых оркестров FIJO.
В Хебе есть свой музей, театр с постоянной сценой, Государственная галерея изобразительного искусства, ряд частных галерей и областная библиотека.

## Города-побратимы
- Бакнинь, Вьетнам[18]
- Дубай, ОАЭ
- Нижний Тагил, Россия (14 июня 1986)[18][19][…]
- Нова Дубница, Словакия[20]
- Тарандт, Германия
- Хоф, Германия[18]

##### Бывшие города-побратимы
- Россия, Нижний Тагил. С марта 2022 года город Хеб прекратил соглашение после вторжения России на Украину[21].

## Достопримечательности
- Ареал императорской крепости с городскими укреплениями (11 в. на месте бывшего славянского городища 9-10в.), бергфрид (Чёрная башня)
- капелла св. Эрхарта и Урсулы
- руины пфальца (дворца) Фридриха Барбароссы
- площадь Георгия Подебрадского (Náměstí Krále Jiřího z Poděbrad)
- храм св. Микулаша и св. Алжбеты (Николая и Елизаветы)
- Шпаличек, комплекс купецких домов,
- неоконченная ратуша по проекту Аллипранди (1723-28)
- бывший костел св. Клары (1708-12), архитектор К. Диеценхофер (предположительно).
- костел св. Вацлава (XVII в.)
- Францисканский костел при миноритском монастыре (сер. XII в.)
- городской музей (с 1873 г.), в доме Пахелбелa, в здании которого убили Альбрехта фон Валленштейна.
- костел св. Варфоломея
- дом Габлера

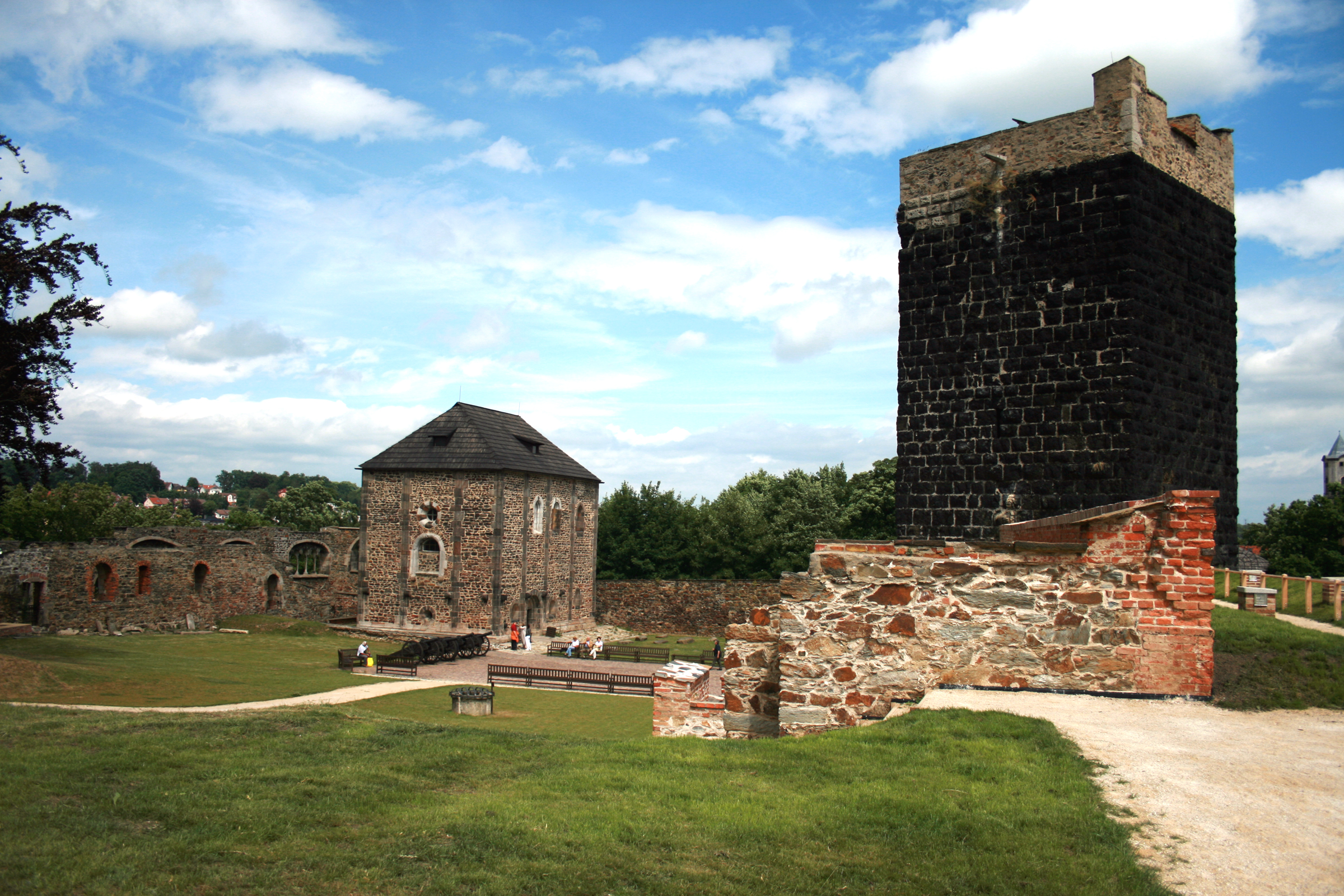
Град, Чёрная башня
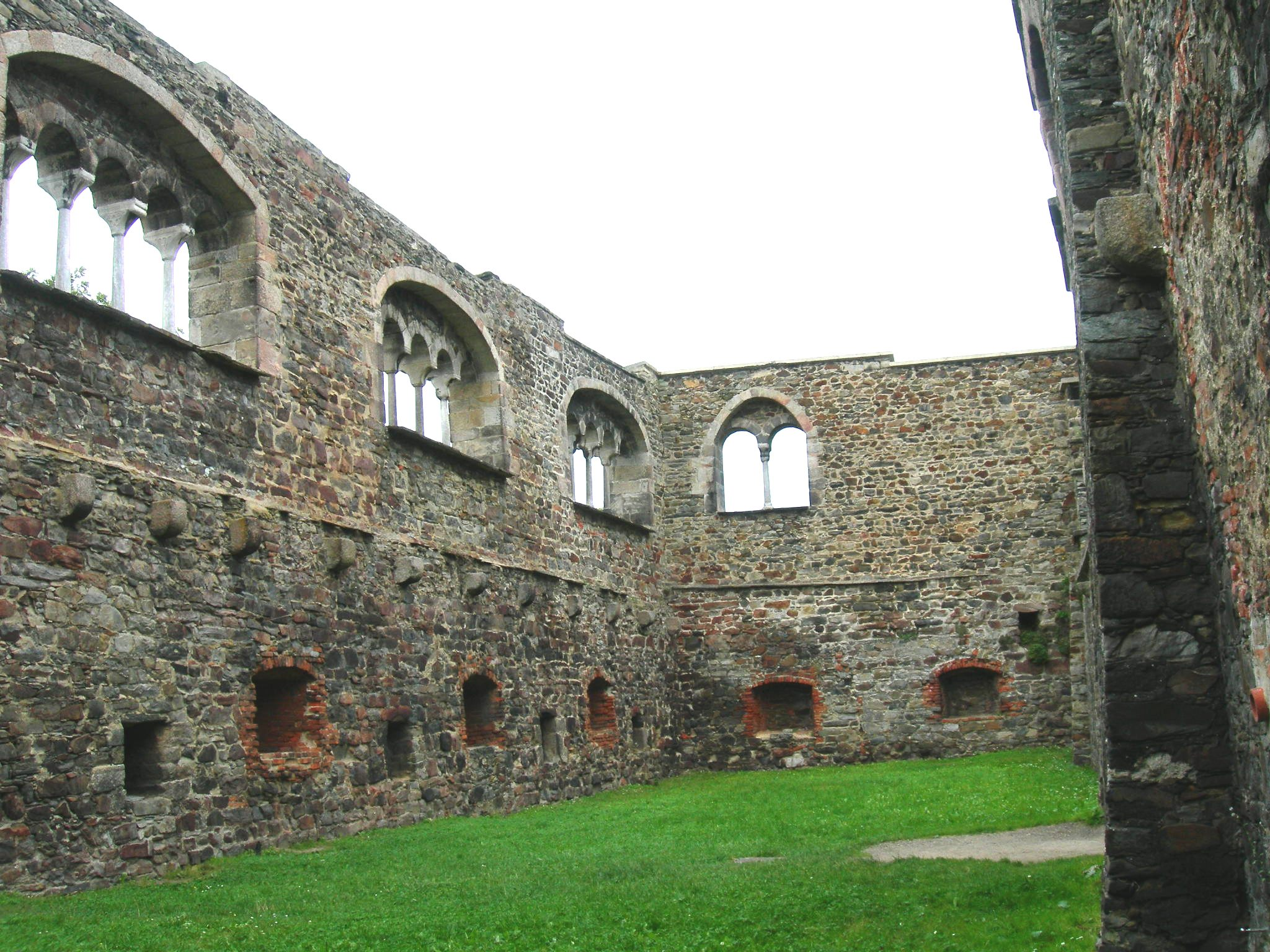
Императорский пфальц
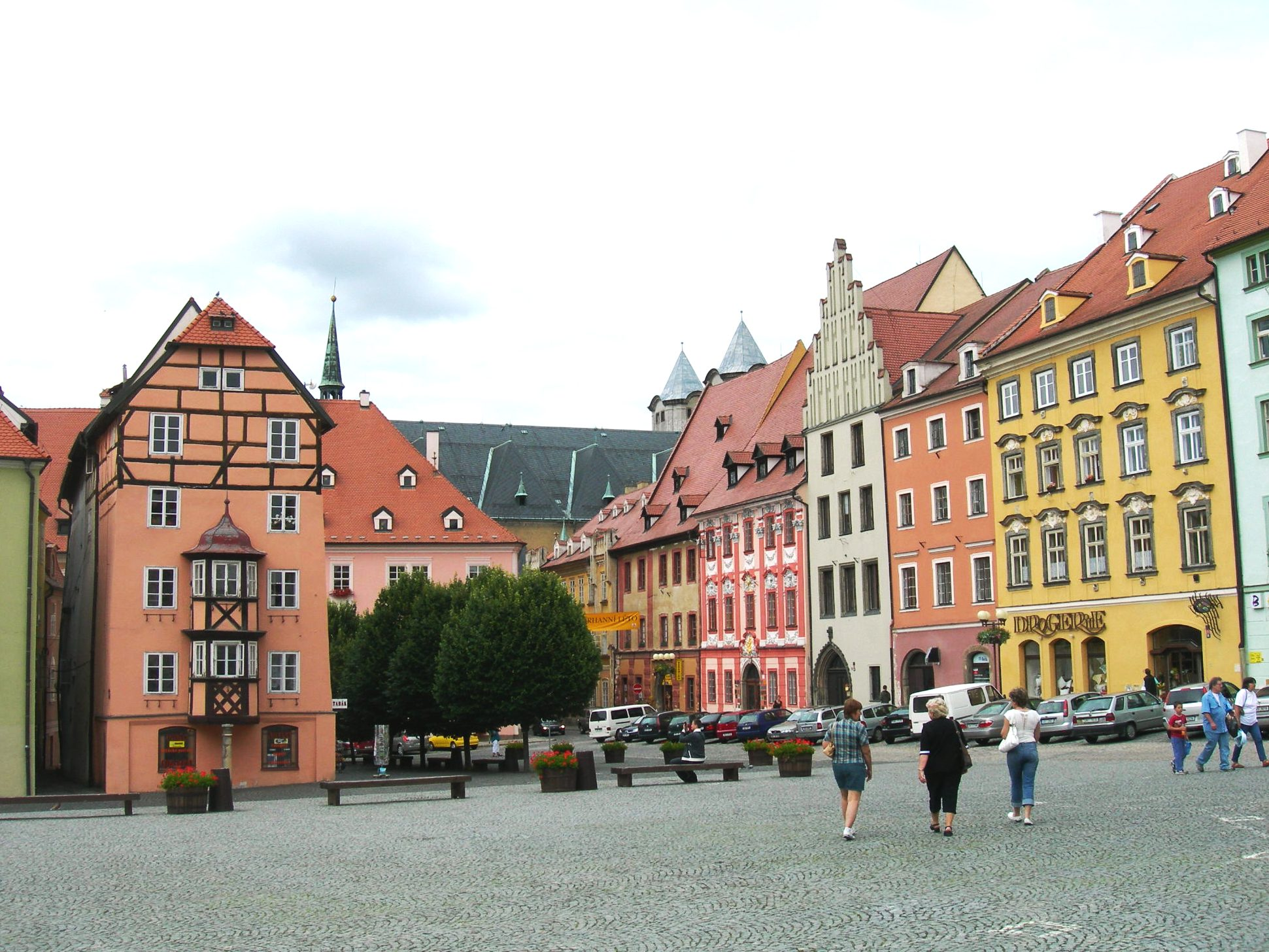
Площадь
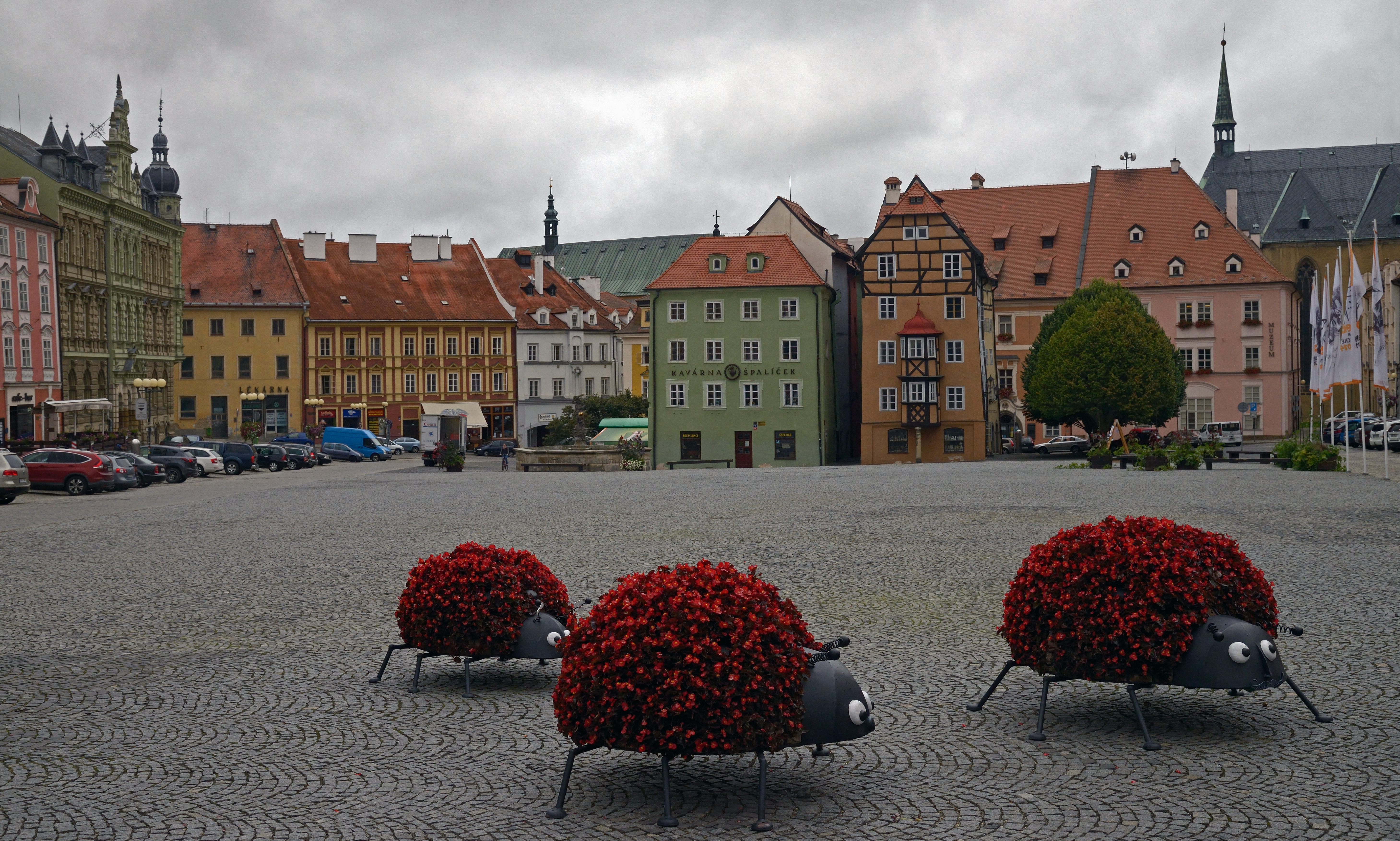
Цветы на главной площади
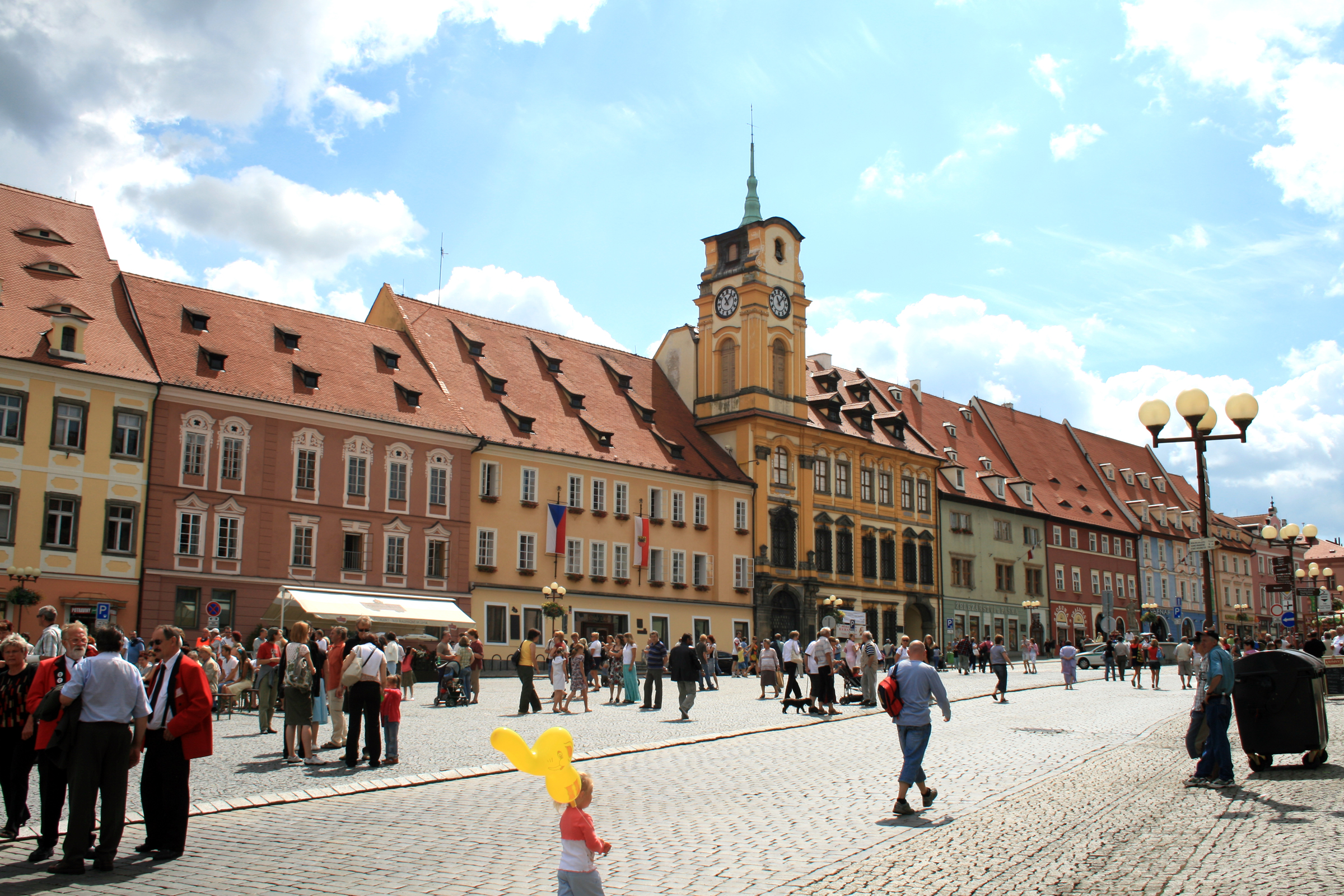
Ратуша
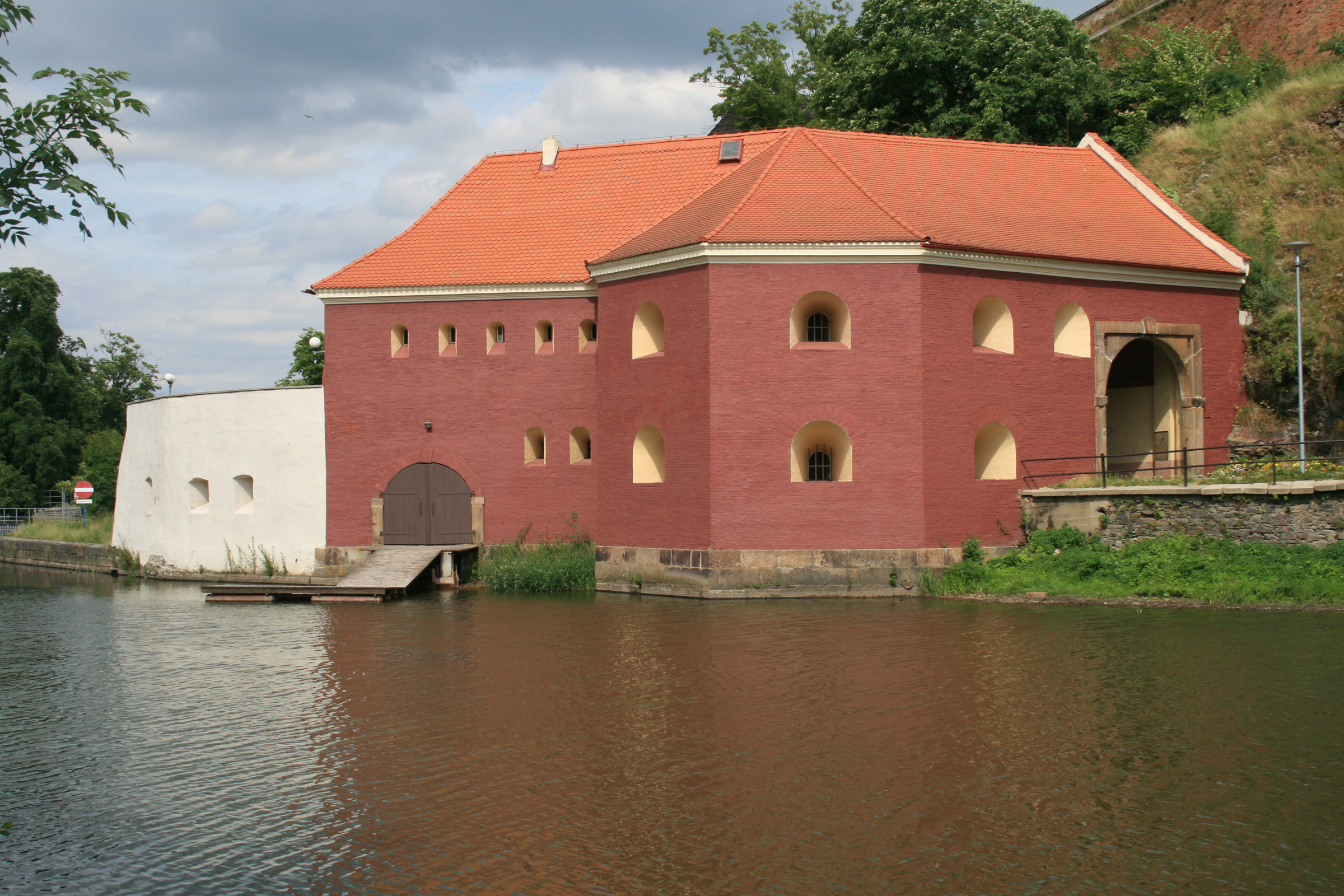
Песочная брама
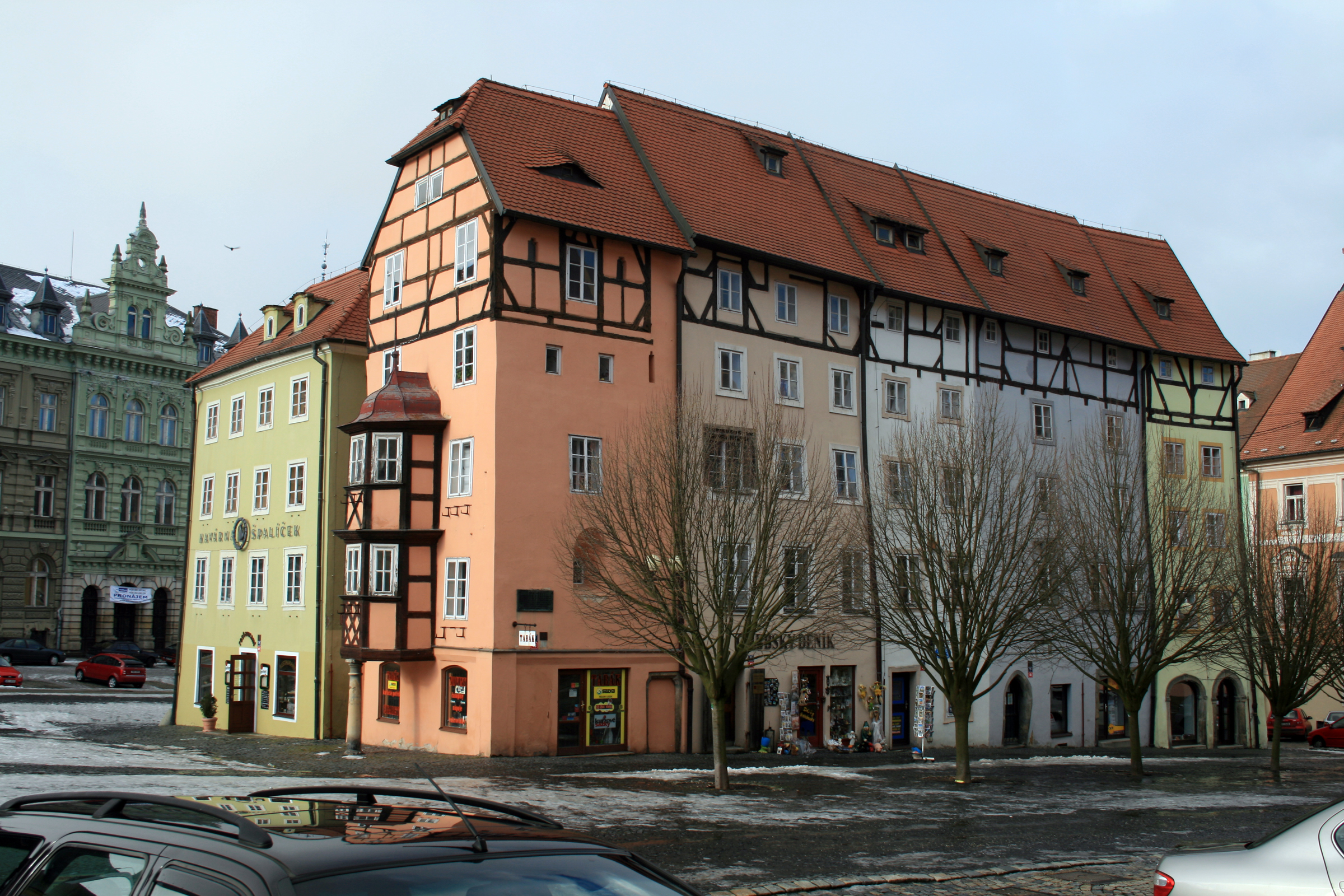
Шпаличек
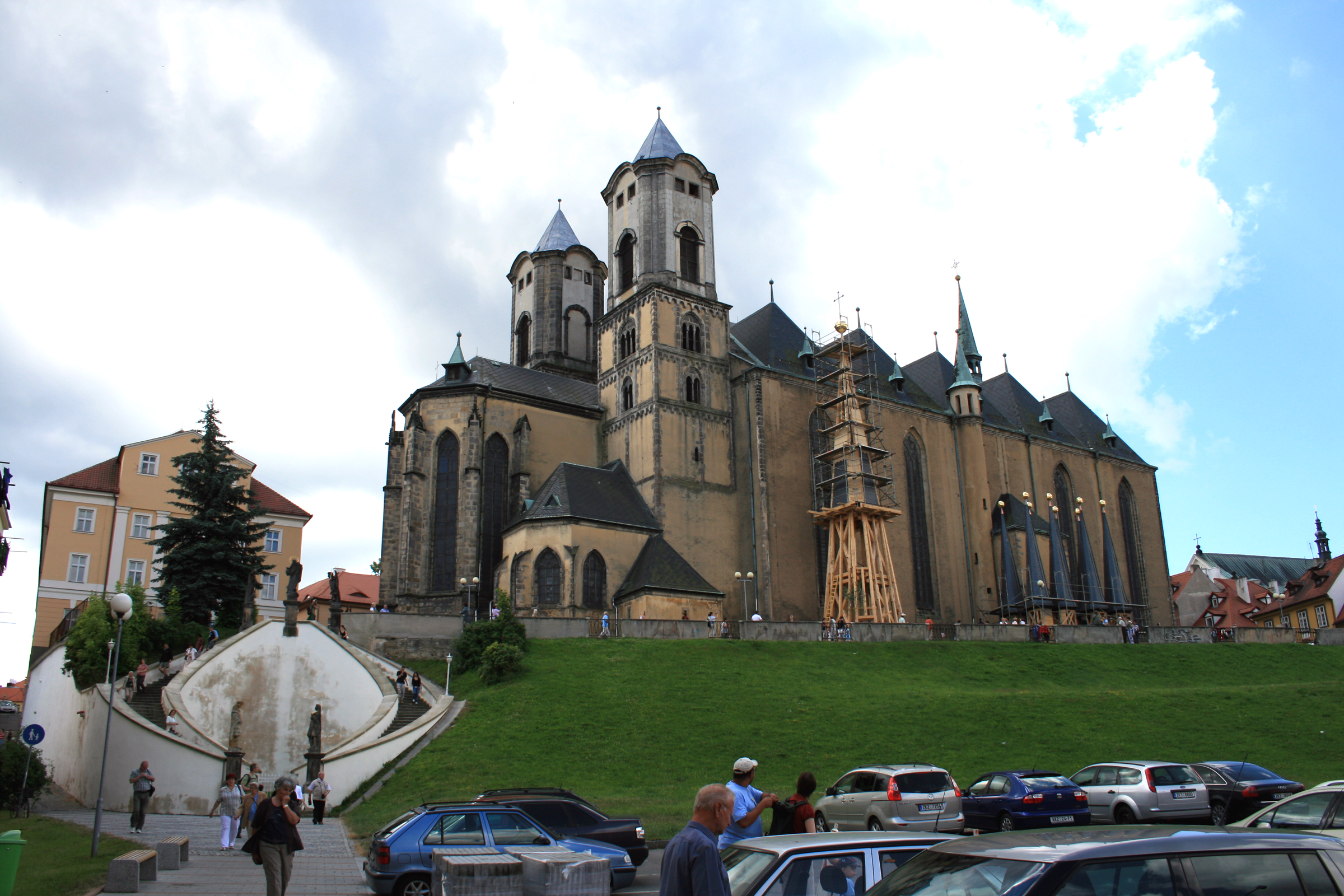
Собор св. Николая
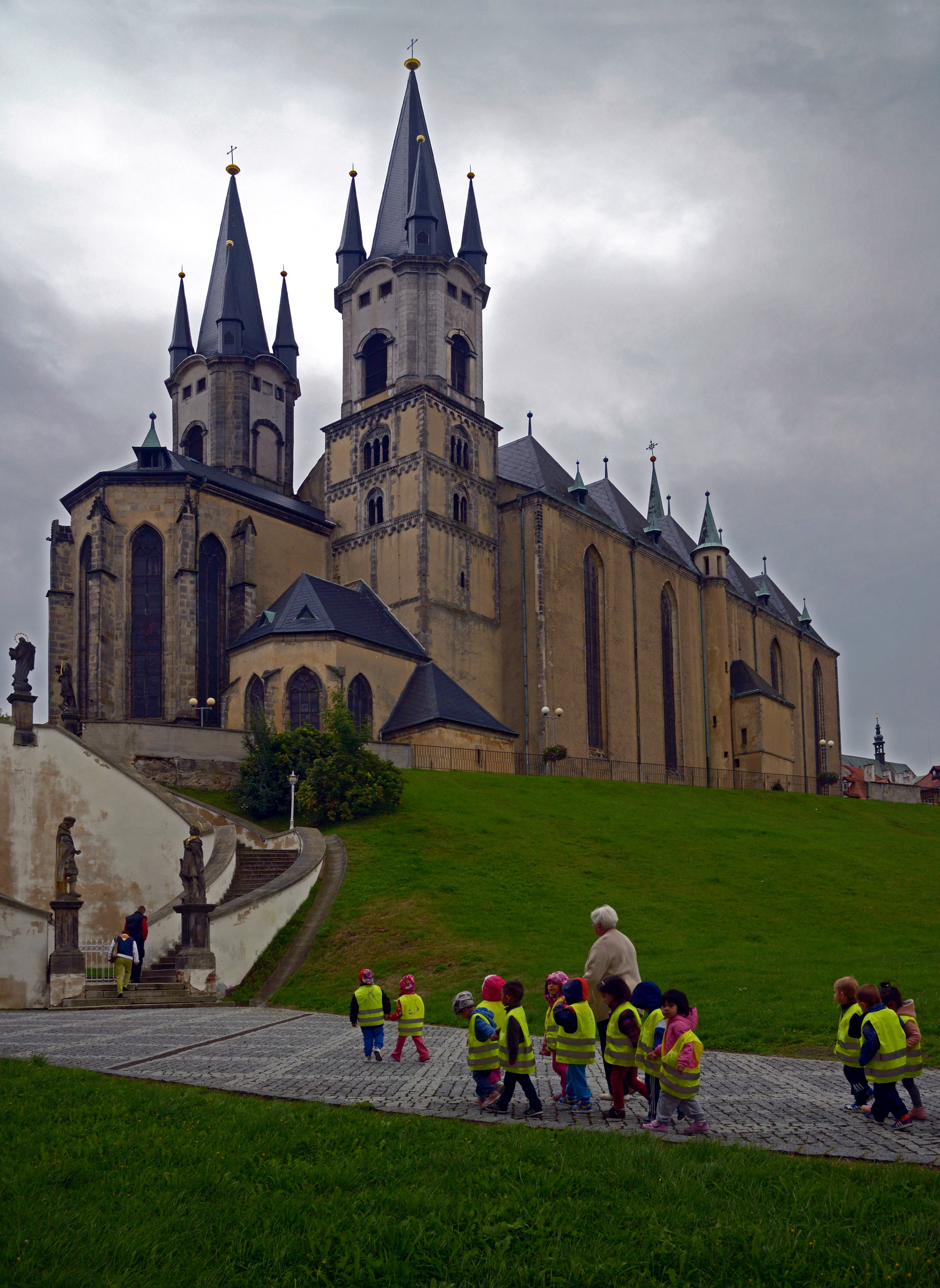
Дети возле собора св. Николая
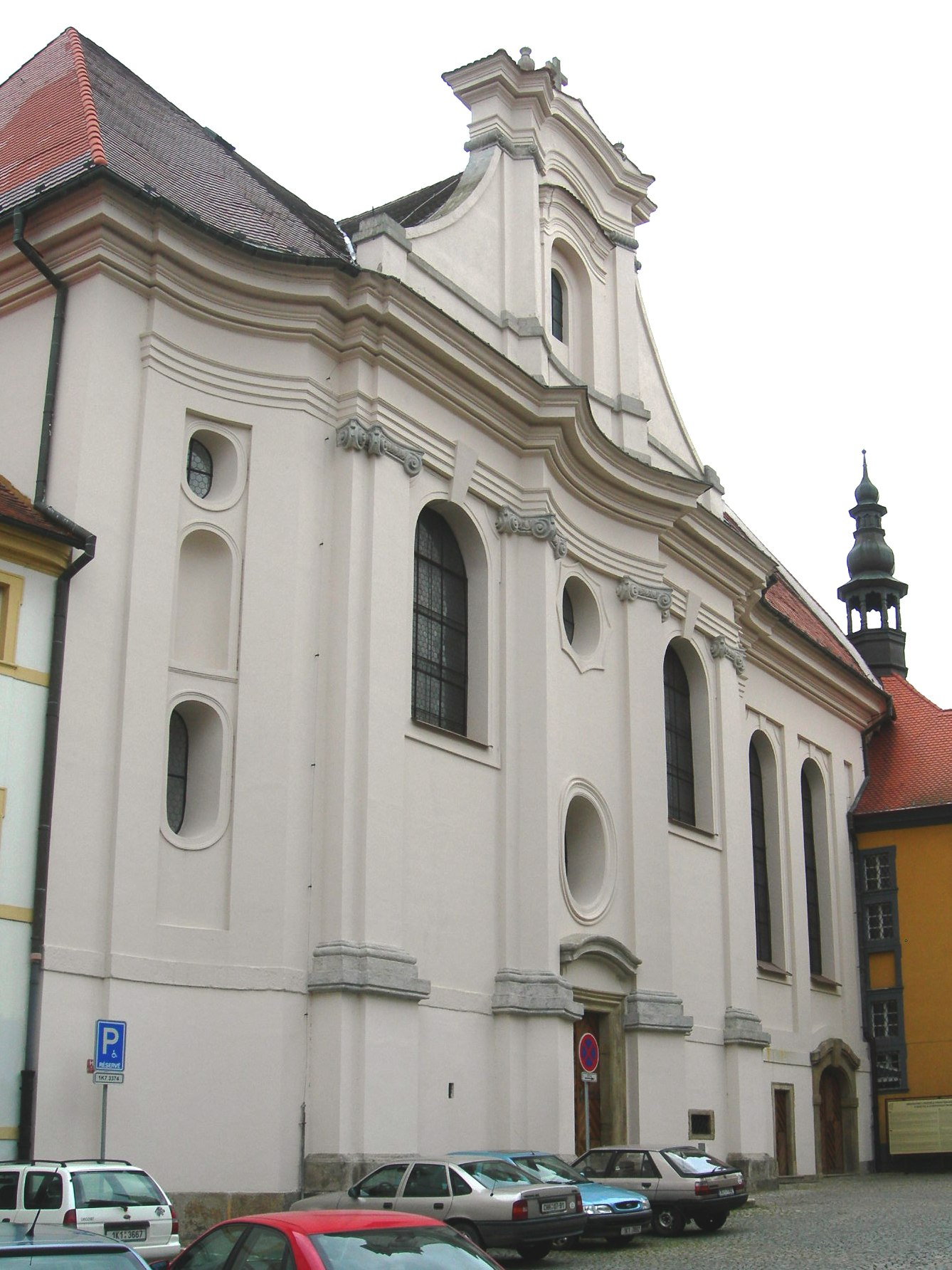
Бывший костел св. Клары